# Jamaikanische Badmintonmeisterschaft 1955
Die Jamaikanische Badmintonmeisterschaft 1955 fand in Kingston statt. Es war die achte Austragung der nationalen Titelkämpfe im Badminton von Jamaika.

## Titelträger
| Disziplin    | Sieger                      |
| ------------ | --------------------------- |
| Herreneinzel | Jim Leslie                  |
| Dameneinzel  | Barbara Chang               |
| Herrendoppel | Ian Veira Gilbert Alexander |
| Damendoppel  | Sheila Snape Barbara Chang  |
| Mixed        | Jim Leslie Leslie           |